# Cheri Cheri? Milady!!
Albums de petit milady
Petit Miladear
(7 mai 2014) Calendar Girl
(27 juillet 2016)
Singles
1. Koi wa Milk Tea
Sortie : 13 août 2014
2. Hi no Ito Rinne no Gemini
Sortie : 7 janvier 2015

Cheri Cheri? Milady!! (stylisé cheri＊cheri? milady!!), est le 2e album studio du groupe japonais Petit Milady sorti en 2015.

## Détails de l'album
L'album sort le 7 mai 2014 en plusieurs éditions : une régulière et 2 limitées notées A et B. Il atteint la 11e place du classement hebdomadaire des ventes de l'Oricon et s'y maintient pendant trois semaines.
L’annonce de sa sortie est faite par les membres au cours d’un événement diffusé sur Nico Nico pour célébrer le 2e anniversaire du groupe. Les deux membres portaient de mystérieux costumes et un masque de chat à l'événement qui sont repris par la suite pour les pochettes de l'album et le clip vidéo de Fantastique♥Phantom. De plus, Petit Milady organise des événements à l’occasion de la sortie de leur album les 23 et 24 mai à Tokyo, Hiroshima et Osaka.
Le CD contient 13 titres dont les deux singles physiques, Koi wa Milk Tea (2014) et Hi no Ito Rinne no Gemini (2015).
Les éditions limitées sont accompagnées soit d’un DVD, soit d’un Blu-ray comportant des clips ou des vidéos bonus selon la version.
La musique vidéo de la chanson inédite Fantastique♥Phantom est mise en ligne sur YouTube en avril 2015 afin de promouvoir la sortie de l'album.

## Listes des titres
| 1.  | Hi no Ito Rinne no Gemini (緋ノ糸輪廻ノGEMINI)        |  |
| 2.  | Kirari Kirari (キラリキラリ)                          |  |
| 3.  | Rainbow Jump!!                                        |  |
| 4.  | everyday shine3                                       |  |
| 5.  | Tsūkon no Ichi Nanometer (つうこんのイチナノメートル) |  |
| 6.  | Tokimeki☆Rocket (トキメキ☆ロケット)                   |  |
| 7.  | Update no Sakamichi (アップデートの坂道)              |  |
| 8.  | Yasashii Kaze (優しい風)                              |  |
| 9.  | Koi wa Milk Tea (恋はみるくてぃ)                      |  |
| 10. | Fantastique♥Phantom                                   |  |
| 11. | Paredia (パレーディア)                                |  |

| 1. | Fantastique♥Phantom (Music Video) |  |
| 2. | Audio Commentary & Movie Documentary (オーディオコメンタリー付きドキュメンタリー映像) |  |
| 3. | Tori Oroshi Eizō « Petit Milady no Cute de Pop na Twinkle Holiday☆ ~Himitsu no Kobeya e Yokoso~ » (撮り下ろし映像「petit miladyのキュートでポップなTwinkle Holiday☆～ヒミツの小部屋へようこそ～」) |  |

| 1. | Koi no Milk Tea (Music Video)           |  |
| 2. | Hi no Ito Rinne no Gemini (Music Video) |  |
| 3. | Fantastique♥Phantom (Music Video)       |  |